# Exorotatie
Exorotatie is de draaibeweging van een ledemaat in het transversale vlak (horizontaal), vanuit de neutrale uitgangshouding, de anatomische houding, om de longitudinale as naar buiten. Exorotatie kan plaatsvinden in het schoudergewricht, het heupgewricht en, bij gebogen knie, in het kniegewricht. Het tegenovergestelde van exorotatie is endorotatie.
Exorotatie van de schouder: onderarm naar voren met elleboog tegen lichaam, onderarm naar buiten draaien.